# South African Bureau of Racial Affairs
Das South African Bureau of Racial Affairs (kurz SABRA) oder Suid-Afrikaanse Buro vir Rasse Aangeleenthede (deutsch etwa: „Südafrikanisches Büro für Rassenbeziehungen“) war eine 1948 gegründete Organisation in Südafrika, die überwiegend Positionen der Rassenpolitik aus dem Blickwinkel ultrakonservativer Afrikaaner innerhalb der politischen Entwicklung des Landes propagierte.

## Geschichte
Das South African Bureau of Racial Affairs ist auf Anregung des Afrikaner Broederbonds im September 1948 als konservative Alternative zum South African Institute of Race Relations gegründet worden. Die SABRA-Mitglieder waren überwiegend Akademiker und andere Intellektuelle aus dem Kreis der Buren. Zur zentralen Aufgabenstellung dieser Organisation zählte die Erarbeitung von Studien für die Gestaltung einer künftigen Rassenpolitik in Südafrika mit der Maßgabe einer „getrennten Entwicklung“ der ethnischen Bevölkerungsgruppen. Das strategische Ziel lag dabei in der Sicherung einer „weißen“ Vorherrschaft. Dieses Ansinnen leitete die Organisation u. a. aus der wirtschaftlichen Situation Südafrikas in den 1940er Jahren ab, als „schwarze“ Gewerkschaften einen enormen wirtschaftlichen und politischen Einfluss erlangt hatten und damit nach Auffassung nationalistisch gesinnter Weißer deren Wohlstand und seinen Fortbestand bedrohen konnten. Zur Sicherung dieser Position sahen die Konzepte des SABRA vor, die Trennung der Gesellschaft auf allen Gebieten, besonders unter wirtschaftlichen, politischen, territorialen, sozialen, kulturellen und bildungspolitischen Aspekten voranzutreiben.
Die Organisation verfügte über gute informelle Kontakte zum Afrikaner Broederbond und zur Dutch Reformed Church. Der Zweck der Organisation lag in der Rechtfertigung von Apartheidpolitik („getrennte Entwicklung“) und diesbezüglichen Strategien der Nasionale Party (NP) mit Mitteln tatsächlicher oder vermeintlicher wissenschaftlicher Aussagen. In den 1950er Jahren ergaben sich daraus wichtige politische Impulse für die Apartheidregierungen Südafrikas. Einflussreiche Mitglieder des SABRA waren in der Tomlinson-Kommission vertreten, die sich dort für die Entwicklung von Homelands innerhalb der Südafrikanischen Union aussprachen. 1957 erklärte SABRA öffentlich, dass sie sich als „einheimische weiße Nation“ („indigenous White nation“) verstünde und zusammen mit den „nichtweißen Bevölkerungsgruppen“ einen Weg zur Koexistenz im „gemeinsamen Vaterland“ gehen wolle. Streng konservativ orientierte SABRA-Mitglieder traten gegen solche ausgleichende Positionen aus ihren Reihen öffentlich auf, die sie dabei ablehnend als „liberalism“ bezeichneten.
Auf der Jahreskonferenz 1958 vom 29. April bis 2. Mai in Stellenbosch erfolgte auf der Basis von 10 Themenpapieren eine programmatische Debatte. Dabei diskutierten die Mitglieder die von ihnen als „weiße“ Gruppe gesehene Verantwortung innerhalb einer partikularen Lebenssphäre der südafrikanischen Gesellschaft. Der Direktor des Institute for Social Research an der University of Natal, J. F. Hollemann, warnte vor einer Situation, wodurch man vom „Regen in die Traufe“ kommen könne, da nicht unbegrenzt Zeit für die Beantwortung der aufgeworfenen Fragen zur Verfügung stünde, weil sich zwischen den Empfehlungen des Tomlinson-Reports und der Umsetzung der Apartheid durch die Regierung eher ein Spalt erweitere als verenge. Die Konferenz schloss mit der Empfehlung, große Summen des Staatshaushaltes in die Entwicklung der „nichtweißen“ Siedlungsgebiete zu investieren und zum Ende des Jahres ein Treffen mit Vertretern der schwarzen Bevölkerung herbeizuführen. Aufgrund interner Meinungsverschiedenheiten wurde der Termin eines solchen Zusammentreffens auf 1959 verschoben.
Im Jahre 1958 kam es nach einer Kritik von Mitgliedern der NP zu einer Reform des SABRA. Wegen zu liberaler Positionen transformierten die Mitglieder die Organisation in eine Institution der „reinen Apartheid“ und bauten sie zum intellektuellen Machtzentrum der NP aus. Der 1958 ins Amt gewählte Ministerpräsident Hendrik Verwoerd nahm auf die veränderte politische Ausrichtung der SABRA maßgeblichen Einfluss. Im Verlauf dieser Neuausrichtung spielte das SABRA für die Bewusstseinsbildung junger Afrikaaner eine führende Rolle. Es entwickelte sich eine enge Zusammenarbeit mit Kirchgemeinden und kulturellen Organisationen der Buren.
Am 10. September 1960 erklärte der SABRA-Vorsitzende Geyer auf dem Transvaal Congress in Pretoria: „Wir müssen uns bei der Bildung von wirtschaftlich tragfähigen Bantu-Homelands schneller bewegen, schneller genug zumindest, um die Muster der Entwicklung deutlich zu machen, und in jedem Fall schneller, als wir uns bisher bewegt haben.“
Unter der Leitung des Vorsitzenden Gerrit Viljoen entstand in den 1970er Jahren das Konzept einer neuen Verfassung Südafrikas mit einem Dreikammersystem für getrennte „nationale Gruppen“. Einen Verfassungsentwurf nach diesem Konzept setzte Pieter Willem Botha 1983 mit einer Mehrheit in der Nationalversammlung Südafrikas um, der 1984 Wirksamkeit erlangte.
Ab 1974, unter der Führung des Theologen Carel Boshoff, vollzog die Organisation eine systematische Abkehr vom NP-Einfluss. Die verkrampte-Mitglieder in der NP und der Broederbond konnten wieder die Kontrolle über die Organisation übernehmen, da viele der gemäßigten NP-Mitglieder nicht mehr bereit waren, öffentlich mit SABRA identifiziert zu werden.
Das SABRA verfolgte die Idee vom „weißen Staat“. Im Jahre 1980 begann die Organisation mit der Idee eines „weißen Homelands“, dem Projek Oranje, das die Vision vom „Raum, wo keine Schwarzen leben“ verfolgte. In der Folge wandten sich die Positionen des SABRA gegen das von der Regierung und der NP verfolgte Konzept eines Dreikammerparlaments. Daraufhin kam es 1983 zum endgültigen Bruch zwischen beiden Seiten und die staatliche Finanzunterstützung wurde beendet. Diese Entscheidung verkündete der Minister für Nationale Bildung Gerrit Viljoen. Im Ergebnis dieser Entwicklung entwickelte sich eine Annäherung an rechtsextreme Organisationen, wie die Konservative Partei (Konserwatiewe Party) und der Afrikaaner-Volkswag. Schließlich veranlassten Mitglieder eine Untersuchung von ökonomischen Umsetzungsmöglichkeiten alternativer Modelle getrennter Entwicklung innerhalb der südafrikanischen Gesellschaft.

## Personalia
Im Verlauf der Jahreskonferenz 1958 erklärte Hendrik Frensch Verwoerd seinen Austritt aus der Organisation.

## Vorsitzende des SABRA
- Nicolaas (Nic) Johannes Jacobus Olivier, Gründungsmitglied des SABRA und Professor, Vizevorsitzender SABRA partiell bei A. L. Geyer[8]
- G. B. A. Gerdener (bis 1955)[9] Professor für Theologie an der Universität Stellenbosch[10]
- Adolf M. Willem Landman (1955–1958)[11][12] Professor an der Vista University (1982–1989)[13]
- A. L. Geyer (1958–1964)[14], ehemaliger südafrikanischer Hochkommissar in London und ehemaliger Herausgeber der nationalistischen Zeitung Die Burger
- P. F. D. Weiss (1964–?), Professor[14]
- Gerrit Viljoen (Vorsitz seit Ende der 1960er Jahre), Administrator-General von Südwestafrika[15]
- Carel Boshoff (1972–1978)[16]

## Publizierte Periodika
- Journal of racial affairs. Tydskrif vir rasse aangeleenthede (1950–1993)[17]
- SABRA nuusbrief. SABRA Newsletter (1953–1966, unregelmäßig)[18]
- Triomf. Jaarboek van die Suid-Afrikaanse Buro vir Rasse-aangeleenthede (1964–1967)[19][20]
- Jaarboek van die Suid-Afrikaanse Buro vir Rasse-Aangeleenthede (1967–1979)[21]

## Weitere Publikationen des SABRA
- South African Bureau of Racial Affairs: Die totstandkoming, ontwikkeling en toekomsplanne van SABRA [The creation, development and future plans of SABRA]. In: Journal of racial affairs, Jg. 1 (1949) (1), S. 3–6[22]